# Sitophilus
Genre
Sitophilus est un genre d'insectes coléoptères, un charançon à répartition cosmopolite trouvé essentiellement dans le blé {le préfixe sito- du mot sitophilus vient du grec ancien σῖτος (sĩtos) qui signifie blé}, le riz, le maïs, le seigle, le sorgho et le tamarin. Certaines espèces peuvent également être trouvées sur le pois chiche.
Les trois espèces les plus fréquentes, le charançon du blé (S. granarius), le charançon du maïs (S. zeamais) et le charançon du riz (S. oryzae), sont responsables d'importants ravages causés aux céréales stockées et en plein champ.

## Espèces
- Sitophilus cribrosus Pascoe, 1885
- Sitophilus granarius (Linnaeus, 1758)
- Sitophilus linearis (Herbst, 1797)
- Sitophilus oryzae (Linnaeus, 1758) - charançon du riz
- Sitophilus rugicollis (Casey, 1892)
- Sitophilus rugosulus Pascoe, 1885
- Sitophilus zeamais Motschulsky, 1855

## Distribution
Les espèces S. oryzae et S. zeamais sont présentes dans toutes les zones chaudes du monde. En Europe, l'espèce la mieux implantée est S. granarius.

## Cycle de vie
Chaque espèce a sa propre céréale de prédilection, mais peut généralement coloniser d'autres types de cultures si cette dernière n'est pas disponible. La femelle creuse un trou dans le grain à l'aide de son rostre afin d'y pondre un ou plusieurs œufs, puis le rebouche à l'aide de sécrétions. Une fois l'œuf éclos, la larve se nourrit de l'intérieur du grain. Une seule larve se développe dans chaque grain. Elles sont blanches, ovales et ne comportent aucun appendice visible. Elles font environ 4 mm de long au stade final de leur développement. La métamorphose (ou pupation) a lieu à l'intérieur du grain. L'insecte adulte sort alors en creusant la paroi du grain à l'aide de son rostre. Le développement de l'éclosion de l'œuf à la sortie de l'insecte adulte prend environ 5 semaines à 30 °C. Il est capable de voler dès sa sortie du grain (à l'exception de l'espèce S. granarius, dont les élytres sont collés).

## Statut de nuisible
Chaque femelle peut déposer 300 à 400 œufs, et ainsi infecter autant de grains. Dans les régions chaudes, où les moyens de protection des récoltes ne sont pas généralement pas suffisamment développés pour combattre l'important pouvoir invasif de Sitophilus, les espèces oryzae et zeamais sont considérées par la FAO comme "les plus importants nuisibles menaçant les céréales dans les zones tropicales humides".

## Particularités symbiotiques
Les espèces du genre Sitophilus ont en commun la présence d'un endosymbiote dans un organe spécifique, le bactériome. Ce symbiote, dénommé Sitophilus Primary Endosymbiont, ou SPE, est une bactérie à Gram négatif proche de la famille des entérobactéries. Cette association symbiotique augmente de façon significative le pouvoir invasif et la valeur sélective de Sitophilus en lui apportant les nutriments qu'il ne trouve pas dans les céréales.